# Примроуз, Уильям
Уи́льям При́мроуз (англ. William Primrose; 23 августа 1904, Глазго — 1 мая 1982, Прово, штат Юта) — шотландский альтист и музыкальный педагог, один из наиболее известных исполнителей на альте в XX веке.

## Биография
Учился сначала игре на скрипке в Глазго у Камилло Риттера, ученика Йозефа Иоахима, затем в Гилдхоллской школе музыки. В 1925 году уехал в Бельгию, два года совершенствовался у Эжена Изаи, который посоветовал ему перейти на альт. Как альтист Примроуз дебютировал в 1930 году в составе Лондонского струнного квартета. Коллектив распался в 1935 году, а через два года Примроуз получил приглашение от Артуро Тосканини на место концертмейстера группы альтов в симфоническом оркестре NBC, где работал до 1941 года, после чего покинул его и решил начать карьеру солиста. Примроуз выступал с ведущими мировыми оркестрами в Европе и США, вскоре заслужив славу лучшего альтиста современности. В 1946 году Примроуз солировал на первой в истории записи симфонии Берлиоза «Гарольд в Италии».
Примроуз стал первым исполнителем альтового концерта Бела Бартока, который композитор начал писать по его заказу в 1945, однако не успел завершить. Четыре года спустя Тибор Шерли окончил концерт, и он был впервые исполнен. Для Примроуза писали также Дариюс Мийо, Бенджамин Бриттен, Эдмунд Раббра и другие композиторы-современники.
Большое внимание Примроуз уделял камерной музыке: ещё в 1939 году он сформировал «Примроуз-квартет», а с 1954 по 1962 год играл в Фестивальном квартете. В 1962 году вместе с Яшей Хейфецем и Григорием Пятигорским Примроуз был приглашён преподавать в Южно-Калифорнийском университете в Лос-Анджелесе инструментальное и камерное исполнение. Эти три музыканта также часто выступали и записывались вместе.
После инфаркта, случившегося с ним в 1963 году, Примроуз практически отошёл от исполнения, всецело занявшись преподаванием. До 1972 году он работал в США, Японии и Великобритании (с 1979 до самой смерти), давал мастер-классы по всему миру, участвовал в жюри международных конкурсов.

## Творчество
Примроуз по праву считается одним из лучших альтистов XX века. Обладая огромной технической виртуозностью, он играл сложнейшие сочинения, написанные не только для альта, но и скрипичные, переложенные на альт, например, каприсы Паганини. Среди других переложений Примроуза — Ноктюрн из Второго струнного квартета Александра Бородина, в котором ярко проявилось певучее и тёплое звучание инструмента.
Под редакцией Примроуза были изданы многие сочинения для альта. Он является автором книги «Техника как память» (Technique is Memory; 1960) и мемуаров «Прогулка по северной стороне» (Walk on the North Side; 1978).

## Награды
- Командор Ордена Британской империи (1953)
- Премия «Грэмми» за лучшее классическое исполнение (в трио с Хейфецем и Пятигорским — 1961, 1962)[1]